# Brasão de armas da Palestina
O brasão de armas da Palestina (Autoridade Nacional Palestiniana) é o brasão de armas utilizado pela Autoridade Nacional Palestiniana. Ele apresenta as cores pan-árabes da bandeira palestiniana sobre um escudo com a Águia de Saladino. Abaixo, um painel diz "السلطة الفلسطينية", em árabe significa: "A Autoridade Palestiniana".